# Neckenmarkt
Neckenmarkt es una localidad del distrito de Oberpullendorf, en el estado de Burgenland, Austria, con una población estimada a principio del año 2019 de 1685 habitantes. 
Se encuentra ubicada en el centro del estado, al sur del lago Neusiedl y cerca de la frontera con Hungría.